# Садове (Первомайський район)
Садо́ве (до 1923 року — Романівка) — село в Україні, у Благодатненській сільській громаді Первомайського району Миколаївської області. Населення становить 685 осіб.
Село розташоване за 15 км на північний захід від Арбузинки і за 7 км від залізничної станції Кавуни Одеської залізниці.

## Історія села
Село засноване в 80-х роках XIX ст. як поселення державних селян.
В 1917 році село входить до складу Української Народної Республіки.
Внаслідок поразки Перших визвольних змагань село надовго окуповане більшовицькими загарбниками.
В 1920 році тут створені партійний та комсомольський осередки.
В 1932—1933 селяни пережили сталінський геноцид.
112 жителів Садового брали участь у німецько-радянській війні в складі Червоної Армії, 88 з них було нагороджено радянським урядом, 86 загинуло. На згадку про полеглих в 1962 р. радянською владою в селі було споруджений пам'ятник. У роки німецької окупації в Садовому діяла підпільна група під керівництвом В. А. Курдасова.
У 1972 р. за високі економічні показники колектив радгоспу нагороджений Ювілейною Почесною грамотою Президії Верховної Ради УРСР, Ради Міністрів УРСР і Укррадпрофа. 273 працівники радгоспу удостоєні урядових нагород. 14 з них - І. Т. Височанському, А. І. Іртищеву, П. Є. Кислиці, Н. Г. Мельниченку, Н. Г. Соколенко, Г. Г. Тищенко, А. Д. Абрамові, П. П. Давиденко, Л. Д. Каваке, М. П. Каваке (Богданюк), Є. В. Кузьменко, В. С. Комашко (Височанській), М. П. Ніколаєнко, Н. А.
Чалій було присвоєно звання Героя Соціалістичної Праці. Орденами Леніна і Трудового Червоного Прапора був нагороджений комбайнер Н. Я. Височанський, орденами Жовтневої Революції і Трудового Червоного Прапора - доярка В. Н. Цуренко, орденом Жовтневої Революції - ланковий рільничої, бригади С. В. Бовщик.
З 24 серпня 1991 року село входить до складу незалежної України.

## Населення

### Мова
Розподіл населення за рідною мовою за даними перепису 2001 року:
| Мова            | Кількість | Відсоток |
| --------------- | --------- | -------- |
| українська      | 646       | 94.31%   |
| російська       | 25        | 3.65%    |
| румунська       | 11        | 1.61%    |
| білоруська      | 2         | 0.29%    |
| інші/не вказали | 1         | 0.14%    |
| Усього          | 685       | 100%     |

## Економіка села
На території села обробляється 5151 га сільськогосподарських угідь, в т. ч. 5019 га орних земель. Основний напрям господарства — виробництво зерна і свинини.

## Освіта і культура
У Садовому є дев'ятирічна школа (125 учнів і 13 вчителів), будинок культури із залом на 450 місць, 2 бібліотеки з фондом 6,4 тис. книг, фельдшерсько-акушерський пункт, ясли-сад на 92 місця, два магазини, їдальня, комплексний приймальний пункт райпобутоб'єднання, готель, відділення Укрпошти, автоматична телефонна станція і відділення Ощадбанку України. Діє водопровід протяжністю 7,5 кілометра.